# Лисув (станция)
Лисув (пол. Lisów) — пассажирская и грузовая железнодорожная станция в селе Лисув в гмине Хербы, в Силезском воеводстве Польши. Имеет 2 платформы и 2 пути.
Станция построена под названием «Лиссау» (нем. Lissau) на линии Люблиниц — Гербы в 1892 году, когда эта территория была в составе Германской империи.